# Impiegati
Impiegati és una pel·lícula de comèdia dramàtica italiana del 1985 escrita i dirigida per Pupi Avati. > Va ser seleccionada per a la Quinzena dels Directors del 38è Festival Internacional de Cinema de Canes. Per la seva actuació Elena Sofia Ricci va guanyar un Globo d'oro a la millor actriu novell i Pupi Avati fou nominat com a millor director als David di Donatello 1985.

## Sinopsi
Procedent de Mòdena, el graduat Luigi Stanzani arriba a Bolonya per treballar en un banc. Luigi comparteix pis amb Dario, el fill d'un amic de la família. Tímid i incòmode, a Luigi li costa encaixar, les seves relacions segueixen sent efímeras i els seus companys el maltracten. L'entorn laboral evoluciona amb la sortida més o menys forçada de diversos elements, la mort accidental del seu company d'habitació i el trasllat del responsable de l'oficina. No obstant això, la vida al banc es reprèn com abans, Luigi continua treballant sense preocupar-se per l'un ni per l'altre, feliç de comportar-se com un bon noi, i encara més fort gràcies a l'experiència adquirida.

## Repartiment
- Claudio Botosso: Luigi
- Giovanna Maldotti: Marcella
- Dario Parisini: Dario
- Elena Sofia Ricci: Annalisa
- Luca Barbareschi: Enrico
- Consuelo Ferrara: Valeria
- Gianni Musy: Pozzi
- Cesare Barbetti: Padre di Dario
- Alessandro Partexano: Alex
- Nik Novecento: Usciere
- Marcello Cesena: Bebo